# Tabakblauschimmel
Der Tabakblauschimmel (Peronospora hyoscyami f. sp. tabacina, häufig auch noch unter dem Synonym Peronospora tabacina bekannt) ist eine Form der Falschen Mehltaue (Peronospora) und gilt als eine der wirtschaftlich bedeutendsten Krankheiten der Tabakpflanze. Der Eipilz stammt ursprünglich aus Nordamerika oder Australien und wurde interkontinental verschleppt, woraufhin er in den Jahren 1959 bis 1961 eine folgenreiche Epidemie in Europa und im Orient verursachte.
Tabakblauschimmel ist in Deutschland und vielen anderen Ländern eine meldepflichtige Krankheit, die an den unteren Blättern beginnt und sich nach oben fortsetzt. Er braucht für seine Entwicklung eine hohe Feuchtigkeit und mittlere Temperaturen – wegen Resistenzgefahr wird die Wirksamkeit der eingesetzten Fungizide (z. B. Metalaxyl) in Deutschland überwacht.

## Merkmale
Der Pilz ist wie alle Arten des Falschen Mehltaus (Peronosporaceae) ein obligater Pflanzenparasit und besitzt verzweigte Konidienträger, die die Sporen enthalten.
Die Symptome der Erkrankung sind bei Jungpflanzen lokale Aufwölbungen, Aufhellungen der Blätter und nach unten eingerollte Blattränder. Auf der Blattunterseite sieht man einen weißen Pilzrasen aus dem Myzel der Pilze. Die Blätter sterben bald ab. Bei älteren Pflanzen sind an der Blattoberseite große, gelbe bis braune Flecken zu sehen. An der Unterseite des Blattes entsteht ein graublauer Pilzrasen.

## Lebensweise
In wintermilden Gebieten überwintert der Pilz auf Tabakpflanzen, Wurzelsprossen oder Wildarten. Die Konidiosporen gelangen dann über große Entfernungen im Frühling mit Hilfe von Wind und Insekten auf die Tabakplantagen und sind wochenlang keimfähig. Sie dringen nach der Keimung direkt ins Gewebe ein. Nach acht Tagen erscheinen die typischen Flecken.
Feuchtwarme Witterung begünstigt die Ausbreitung der Pilze sehr stark. Mit diesen Bedingungen kommt es in verregneten Sommern trotz Bekämpfungsmaßnahmen zu epidemieartiger Ausbreitung der Krankheit und damit auch zu schweren Schäden.
Der Pilz befällt vor allem verschiedene Tabakarten (Nicotiana), wurde jedoch auch an anderen Nachtschattengewächsen wie der Aubergine (Solanum melongena), Capsicum annuum oder Capsicum frutescens beobachtet.

## Verbreitung der Blauschimmelkrankheit
Die europäische Tabakblauschimmel-Pandemie im Jahr 1960, die durch unvorsichtiges Hantieren eines Wissenschaftlers mit dem den Tabakanbau gefährdeten Falschen Mehltau an der Bundesanstalt für Tabakforschung in Forchheim verursacht wurde, entzog vielen Tabakanbauern die wirtschaftliche Basis. Der damals bereits begonnene Strukturwandel der Landwirtschaft wurde in den Tabakanbaugebieten durch diesen Einkommensverlust noch verstärkt. Der Tabakanbau in Deutschland spielt seit der Jahrtausendwende nur noch in wenigen Regionen (Südpfalz, Nordbaden, Uckermark) eine wirtschaftlich bedeutsame Rolle.